# Hrafske
Hrafske (ukrainisch Графське; russisch Графское Grafskoje) ist eine Siedlung städtischen Typs im Osten der Ukraine in der Oblast Donezk mit etwa 400 Einwohnern.

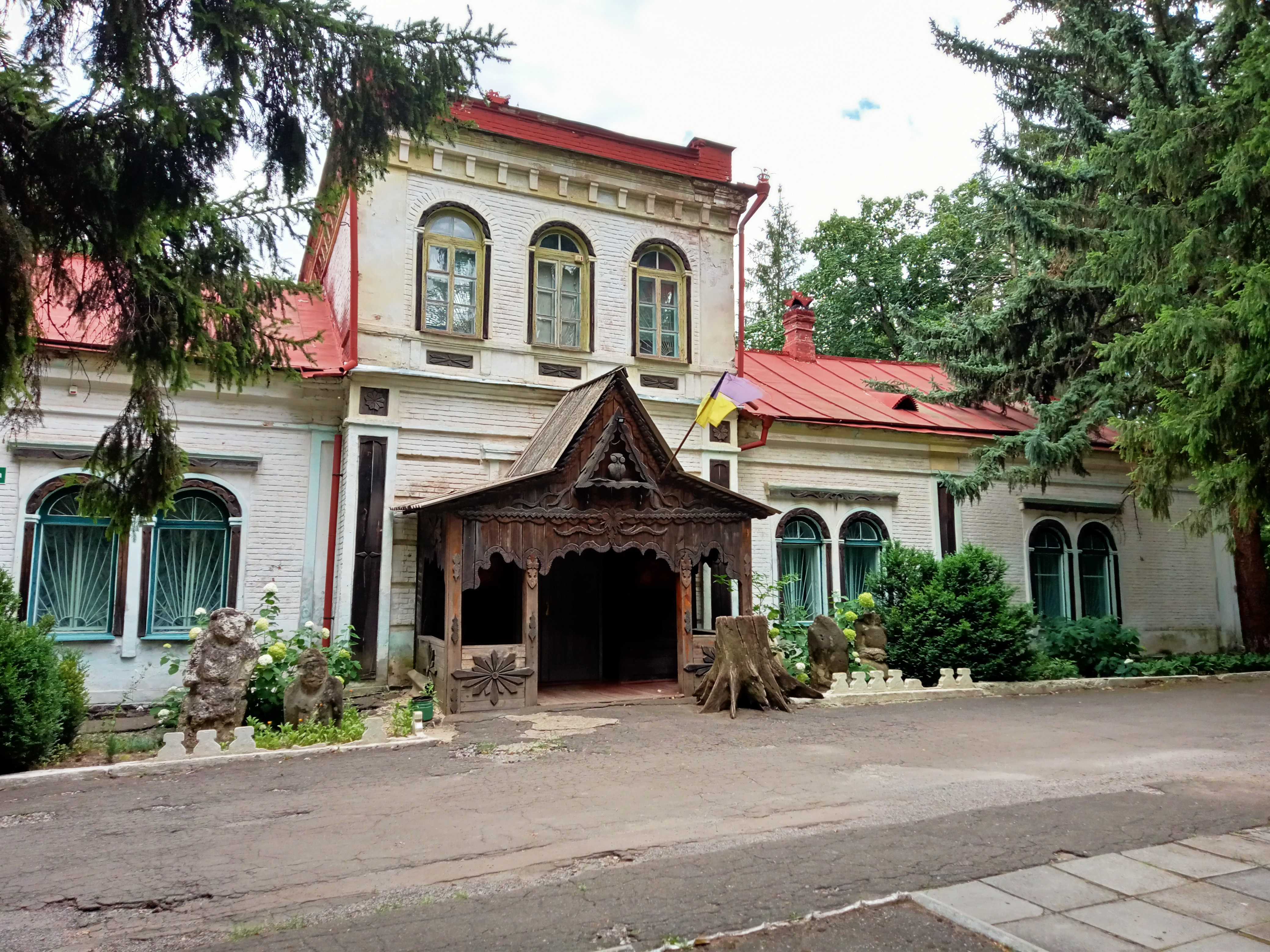
Gebäude im Ort

Die Siedlung städtischen Typs liegt im Norden des Rajons Wolnowacha inmitten des Welyko Anadol-Waldes (Великоанадольський ліс) und befindet sich etwa 11 Kilometer nordwestlich vom Rajonszentrum Wolnowacha und 44 Kilometer südwestlich vom Oblastzentrum Donezk.
Die Ortschaft ging aus der seit 1852 bestehenden meteorologischen Station inmitten des Waldparks hervor und erhielt 1961 den Status einer Siedlung städtischen Typs. Bis zum 19. Mai 2016 trug sie den Namen Komsomolskyj (ukrainisch Комсомольський; russisch Комсомольский Komsomolski) und wurde dann im Zuge der Dekommunisierung in der Ukraine auf den Namen Hrafske (nach dem Begründer des Waldparks Wiktor Hraff/Віктор Графф) umbenannt.
Am 12. Juni 2020 wurde die Siedlung ein Teil neugegründeten Siedlungsgemeinde Olhynka, bis war sie Teil der Siedlungsratsgemeinde Blahodatne im Osten des Rajons Wolnowacha.